# Les Bleus : Premiers pas dans la police
Pour les articles homonymes, voir Les Bleus.
Les Bleus : Premiers pas dans la police est une série télévisée française, créée par Stéphane Giusti, Alain Robillard et Alain Tasma et diffusée entre le 8 février 2006 et le 16 octobre 2010 sur M6.

## Synopsis
Entre gaffes de « bleus » et bonnes intentions débouchant sur des catastrophes, cette série télévisée raconte le quotidien d'une jeune brigade de débutants dans la police. Alors que certains rêvent déjà de grosses enquêtes musclées, d'autres veulent juste profiter de la sécurité de l'emploi sans autre ambition.

## Fiche technique
- Titre original : Les Bleus : Premiers pas dans la police
- Création : Stéphane Giusti, Alain Robillard et Alain Tasma
- Scénario : Didier Le Pêcheur, Christophe Douchand, Alain Tasma, Vincent Monnet, Patrick Poubel, Olivier Barma, Stéphane Clavier
- Décors : Denis Seiglan, Claire Amoureux, Mélissa Ponturo
- Costumes : Marie-Claude Brunet
- Musique : Fabrice Aboulker et Pascal Stive ; Orson (générique)
- Production : Thomas Anargyros et Édouard de Vésinne
- Sociétés de production : Cipango, M6
- Sociétés de distribution : M6
- Pays d'origine :  France
- Langue originale : français
- Format : couleur - 16/9 - son stéréo
- Genre : Série policière
- Nombre d'épisodes : 35 (4 saisons)
- Durée : 90 minutes (pilote) ; 45 minutes
- Dates de première diffusion :
  - France : 8 février 2006 (M6)

## Distribution

### Personnages principaux

#### Les bleus
- Nicolas Gob : Kévin Laporte, non violent, timide et gay
- Raphaël Lenglet : Alex Moreno, ex-gamin de « cité » incontrôlable
- Élodie Yung : Laura Maurier, a priori la fille du commissaire Santamaria, fonceuse et reine des arts martiaux (29 épisodes)
- Mhamed Arezki : Lyes Beloumi, consciencieux et respectueux de la hiérarchie, médiocre tireur et « fleur bleue » (saisons 1, 2 et 4) (26 épisodes)
- Gabrièle Valensi : Nadia Poulain, mère de deux enfants très émotive (saisons 1 et 2, 19 épisodes)
- Jina Djemba : Amy Sidibé, nouvelle bleue (saisons 3 et 4, 16 épisodes)
- Antoine Hamel : Christophe Leconte, nouveau bleu (saisons 3 et 4, 16 épisodes)
- Lizzie Brocheré : Elina Volkova[1], nouvelle membre de l'équipe (saison 4, 6 épisodes)
- Leticia Belliccini : policière

#### Officiers supérieurs
- Luc Thuillier : capitaine puis commandant Louis Franchard
- Jean-Michel Fête : capitaine puis commandant Étienne Duval

#### Commissaires
- Clémentine Célarié : commissaire Nicole Mercier (saisons 2 à 4) (22 épisodes)
- Patrick Catalifo : commissaire Daniel Santamaria (14 épisodes)

### Famille et proches des bleus

#### Kévin Laporte
- Mathieu Delarive : capitaine de la BAC Yann Berthier, compagnon de Kévin Laporte (23 épisodes)
- Benoît Maréchal : Tiago Etchegoyen, amant de Kévin Laporte (saison 4) (3 épisodes)
- Sabine Haudepin : Brigitte Laporte, mère de Kévin Laporte et flirt de Franchard (saison 1) (5 épisodes)

#### Alex Moreno
- Alexandre Hamidi : Kader, colocataire d'Alex Moréno (9 épisodes)
- Guillaume Gouix : Marco, ami et colocataire d'Alex Moreno (8 épisodes)
- Nathela Davricewy : standardiste, policière à l’accueil du commissariat (9 épisodes)
- Fabienne Babe : Mère d'Alex Moréno (saison 1) (5 épisodes)

#### Laura Maurier
- Gil Alma : Greg Manoukian, capitaine qui plait beaucoup à Laura (saison 3) (3 épisodes)
- Catherine Buquen : Catherine Chen, mère de Laura (saison 1) (6 épisodes)

#### Lyes Beloumi
- Saida Bekkouche : Hasna Beloumi, mère de Lyes (saisons 1 et 2) (5 épisodes)
- Kahina Carina : Leila Beloumi, sœur de Lyes (saisons 1 et 2) (7 épisodes)
- Jeanne Bournaud : Vanessa Dumay, journaliste et petite amie de Lyes (saison 2) (3 épisodes)
- Sandra Speichert : Viviane Meyer, capitaine ancienne relation de Santamaria et amante de Lyes (saison 1) (7 épisodes)

#### Nadia Poulain
- Damien Dorsaz : Michel Poulain, mari de Nadia Poulain (saisons 1 et 2) (11 épisodes)
- Sophie Michard : Betty, policière très amie de Nadia (saisons 1 et 2) (5 épisodes)

## Production

### Musique
La musique du générique est la chanson No Tomorrow du groupe Orson. Les musiques des épisodes sont : 
- Everywhen de Massive Attack ;
- A Little Bit Strange du groupe Immersion ;
- I Can't Forgive de Béatrice Lang ;
- Torturé de Fabrice Aboulker ;
- La nuit, je mens de Alain Bashung.

## Épisodes

### Pilote (2006)
- Premiers pas dans la police 90 minutes

Le pilote a été diffusé sur M6 le 8 février 2006. À la suite du succès de celui-ci, la chaîne a lancé la série.

### Première saison (2007)
1. Dommage collatéral
2. Une vie de chien
3. Fantôme du passé
4. Hôtels particuliers
5. Les Yeux fermés
6. Retour de flammes
7. Otages
8. Faux-semblants
9. Rien ne va plus
10. Infiltration
11. Enquête interne (1re partie)
12. Enquête interne (2e partie)

### Deuxième saison (2009)
1. Derrière les barreaux
2. Nouveau Départ
3. Jeux dangereux
4. Alerte enlèvement
5. Devoir de mémoire
6. À bout portant

### Troisième saison (2010)
1. Un voisin encombrant
2. Faillites collectives
3. L'Envers du décor
4. Le Passé retrouvé
5. Amour fou
6. À mains nues
7. La Tentation d'Alex
8. Corps étrangers

### Quatrième saison (2010)
1. Sur la touche
2. Une affaire de famille
3. Sexe, Mensonge et Vidéo
4. Un père et manque
5. Bijoux de famille
6. Chambre avec vue
7. 24 heures presque chrono
8. À double tranchant

## Distinctions

### Récompenses
- Festival du film de télévision de Luchon 2006 : 
  - Grand prix des séries
  - Prix du meilleur jeune acteur pour Mhamed Arezki
- Festival de la fiction TV de La Rochelle 2007[2] : Meilleure série de prime time

## Commentaires
- M6 a diffusé la troisième saison de la série du 1er mai 2010 au 22 mai 2010.

- La chaîne a ensuite diffusé les deux premiers épisodes de la quatrième saison inédite le 29 mai 2010. Les Bleus du début sont de retour sauf Gabrièle Valensi. Durant cette saison, une nouvelle fera son apparition : Elina Volkova interprétée par Lizzie Brocheré[réf. nécessaire].

- La directrice des programmes de M6, Bibiane Godefroid, a confirmé sur l'antenne d'Europe 1, que la série n'aura pas de cinquième saison. En revanche, la quatrième saison, dont la diffusion n'est pas terminée, reviendra au cours de l'année[3].

- M6 a diffusé la suite de la quatrième saison du 9 octobre 2010[4] au 16 octobre 2010.
- Depuis 2023 l'intégralité des 4 saisons est disponible en streaming sur la plateforme MyTF1 (TF1+).